# Дарсі Сілва
Дарсі Сілва (англ. Darcey Silva; нар. 23 вересня 1974) — американська телеведуча, підприємець, дизайнер одягу та актриса. Вона стала особливо відомою завдяки своїй участі в реаліті-шоу TLC «90 Day Fiancé: Before the 90 Days» і «Darcey & Stacey».

## Біографія

### Раннє життя
Дарсі Сілва народилася 23 вересня 1974 року в сім'ї Ненсі та Майка Сільви. Вона має близнючку сестру, на ім'я Стейсі. Їхній брат помер від раку 11 липня 1998 року. Дарсі навчалася в Університеті Х'юстона та Університеті Маршалла. Вона також займалася акторською майстерністю в Інституті театру та кіно Лі Страсберга в Нью-Йорку з 1998 по 2001 рік.

### Особисте життя
Дарсі Сільва має двох доньок, Аніко та Аспен, від свого колишнього чоловіка. У 2021 році її дочка Аніко брала участь у конкурсі краси Miss Connecticut Teen USA.
У червні 2020 року Сільва заручилася з болгарським фітнес-моделлю та масажистом Георгі Русєвим. 14 жовтня 2020 року пара оголосила про заручини в ексклюзивному інтерв'ю та фотосесії для журналу People. Проте, 28 лютого 2022 року Сільва підтвердила, що вони розірвали заручини з Русєвим.

## Кар'єра
В жовтні 2010 року Дарсі та її сестра Стейсі заснували модний бренд під назвою House of Eleven, який спеціалізується на одязі. З часом компанія розширилася та охоплює товари для дому, косметику та взуття. House of Eleven має свій інтернет-магазин, а також їхні речі часто можна побачити на їхньому телешоу.
У сестер також є власна виробнича компанія під назвою Eleventh Entertainment. Вони виступали як співвиконавчі продюсери, разом зі своїм батьком Майком Сільвою, у комедійному фільмі «Білий Т» (2013), в якому також знялися Джерод і Джамал Міксон. Сестри також надали фоновий вокал для однієї з пісень на саундтреку до цього фільму. Eleventh Entertainment і AmVic Entertainment спільно випустили фільм «Душевні зв'язки» (2015). У 2018 році Сільва та її сестра випустили свою дебютну денс-поп пісню під назвою «Lock Your Number». Наступного року вони випустили пісню «Always In My Heart», яка була присвячена пам'яті їхнього покійного брата.
Дарсі Сільва стала відомою завдяки своїй участі в телевізійному шоу TLC «90 Day Fiancé: Before the 90 Days» (2017—2020), де показується, як кілька пар зустрічаються вперше після знайомства в Інтернеті. Вона також з'являлася в кількох спін-оффах «90 Day Fiancé», включаючи «Self-Quarantined», «Pillow Talk» і «B90 Strikes Back!». У червні 2020 року журнал Entertainment Weekly повідомив, що Дарсі та її сестра Стейсі готують своє власне реаліті-шоу під назвою «Darcey & Stacey». Сестри разом зі своїми сім'ями з'явилися в ексклюзивному інтерв'ю та фотосесії для Entertainment Weekly, де анонсували свою нову програму. У серіалі розповідається про їх сімейне життя, кохання і стосунки. В серпні 2020 року Дарсі була гостем радіошоу Дженні Маккарті на Sirius XM. Вона також була номінована на премію «Зірка реаліті-шоу 2020» на церемонії People's Choice Awards 2020.

## Фільмографія
| Рік            | Назва                                              | Роль      | Примітки                  |
| -------------- | -------------------------------------------------- | --------- | ------------------------- |
| 2013 рік       | Білий Т                                            | Шанель    | Також виконавчий продюсер |
| 2017 рік       | Хто носить RU?                                     | грає себе | Телевізійний фільм        |
| 2017–2020 роки | Наречений на 90 днів: до 90 днів                   | грає себе | 51 епізод                 |
| 2019 рік       | 90 Day Fiancé: Pillow Talk                         | грає себе | 11 серій                  |
| 2020 рік       | 90-денний наречений: B90 завдає удару у відповідь! | грає себе | 12 серій                  |
| 2020 рік       | 90-денний наречений: самоізоляція                  | грає себе | Епізод: «Життя на паузі»  |
| 2020–тепер     | Дарсі і Стейсі                                     | грає себе | Головна роль; 21 епізод   |